# Gove Peninsula
Gove Peninsula är en halvö i Australien. Den ligger i territoriet Northern Territory, omkring 650 kilometer öster om territoriets huvudstad Darwin.
I omgivningarna runt Gove Peninsula växer huvudsakligen savannskog. Trakten runt Gove Peninsula är nära nog obefolkad, med mindre än två invånare per kvadratkilometer. Savannklimat råder i trakten. Genomsnittlig årsnederbörd är 1 218 millimeter. Den regnigaste månaden är mars, med i genomsnitt 315 mm nederbörd, och den torraste är september, med 3 mm nederbörd.